# Rocket Raccoon
 (novembre 2013).
Si vous disposez d'ouvrages ou d'articles de référence ou si vous connaissez des sites web de qualité traitant du thème abordé ici, merci de compléter l'article en donnant les références utiles à sa vérifiabilité et en les liant à la section « Notes et références ».
Rocket Raccoon est un super-héros extraterrestre appartenant à l'univers Marvel de la maison d'édition Marvel Comics.

## Histoire éditoriale du personnage
La paternité du personnage est attribuée à la fois à Bill Mantlo et Keith Giffen, le nom du personnage s'inspire de la chanson des Beatles Rocky Raccoon.
Le personnage apparaît pour la première fois à l'été 1976 dans le numéro 7 de Marvel Preview, un magazine racontant des histoires indépendantes, dans un chapitre de la série The Sword in the Star sous le nom de Rocky,. The Sword in the Star ayant été annulé au numéro suivant, le personnage ne réapparaît plus par la suite.
Le personnage réapparaît pour les 20 ans du titre The Incredible Hulk dans le numéro 271 où l'on apprend que le prénom « Rocky » est le diminutif de « Rocket ». L'épisode, scénarisé par Bill Mantlo donne un univers à Rocket, le demi-monde rempli d'allusions aux Beatles : il est accompagné d'un morse nommé Wal Rus (walrus signifie morse en anglais, et c'est aussi un clin d'œil à la chanson I Am the Walrus) et on y trouve une bible de Gideon comme dans la chanson Rocky Raccoon. En 1985, Bill Mantlo scénarise un récit en quatre épisodes autour du personnage avec des dessins de Mike Mignola et un encrage de Al Gordon et de Al Milgrom. À la fin du récit, Rocket Raccoon quitte le demi-monde et part voyager à travers la galaxie.
Le personnage réapparaît comme personnage secondaire dans différents comic-books, en 1990 dans le Quasar n°15 et en 1992 dans les numéros 44 à 46 de Miss Hulk. Le personnage apparaîtra dans un total de dix comic-books durant une dizaine d'années. Après une brève apparition en 2006 dans le comic-book dans un numéro de Les Exilés il apparaît en 2007 dans la série Annihilation: Conquest et Annihilation: Conquest - Star-Lord,. Cette mini-série va engendrer une nouvelle équipe des Gardiens de la Galaxie,. Il en deviendra un membre régulier jusqu'à l'annulation du comic-books au numéro 25 en 2010 et apparaitra dans la mini-série The Thanos Imperative. Accompagné du personnage de Groot, Rocket fait partie des mini-séries Annihilators et Annihilators: Earthfall de mars à décembre 2011.
Rocket Raccoon, au côté des autres Gardiens, apparaît dans les numéros 4 à 8 du comic book Avengers Assemble une série destinée aux fans du film de 2012 Avengers. Il réapparaît en 2012 à partir du volume 3 de la nouvelle série des Gardiens de la Galaxie autour du reboot du Marvel NOW!. En juillet 2014 un nouveau comic autour de Rocket Raccoon est lancé avec Skottie Young au dessin puis Jake Parker à partir du volume 5. La série se termine en mai 2015 lors des événements de la saga Secret Wars. Une nouvelle série nommée Rocket Raccoon and Groot commence en janvier 2016 lors du reboot All-New, All-Different Marvel.

## Biographie du personnage
Rocket Raccoon est à l'origine le « guardian du quadrant de Keystone » : une aire de l'espace scellée du reste de la galaxie par le Mur Galacian. Rocket en est le ranger et le capitaine d'un vaisseau appelé le Rack 'n' Ruin. Lui et son premier matelot Lem Orse ("Wal Rus"), un morse parlant, viennent de la planète du demi-monde. Celle-ci est une colonie abandonnée où des malades mentaux nommés les sinoques ont été laissés aux soins d'animaux parlants et de robots chargés de les assister. Tous vénèrent un livre nommée La Bible de Gidéon qu'ils n'arrivent pas à lire. Rocket y croise Hulk qui se retrouve sur sa planète par erreur.
Toutefois, une guerre entre les deux fabricants de jouets, Judson Jakes et Lord Dyvyne, détruit l'équilibre dans le demi-monde. A l'occasion de ces événements le Rack 'n' Ruin y est détruit et les secrets de la Bible de Gidéon y sont révélés. Les sinoques finissent par redevenir mentalement sain, les deux fabricants sont tués et Rocket finit par partir voyager dans l'espace avec ses compagnons.
Un peu plus tard, Rocket se retrouve captif du monde-laboratoire de l'Étranger, duquel il parvient à s'enfuir.

### Annihilation
Rocket Raccoon lutte au côté de Star-Lord contre la Horde d'Annihilus. Il fait depuis partie des nouveaux Gardiens de la Galaxie.

## Pouvoirs et capacités
Rocket Raccoon est en tout point semblable à un raton laveur terrestre. Il possède donc un excellent odorat et une vue perçante. C'est un pilote accompli, et un excellent tireur. Il porte toujours sur lui deux pistolets laser, et a un goût très prononcé pour toutes les armes lourdes.

## Apparitions dans d'autres médias

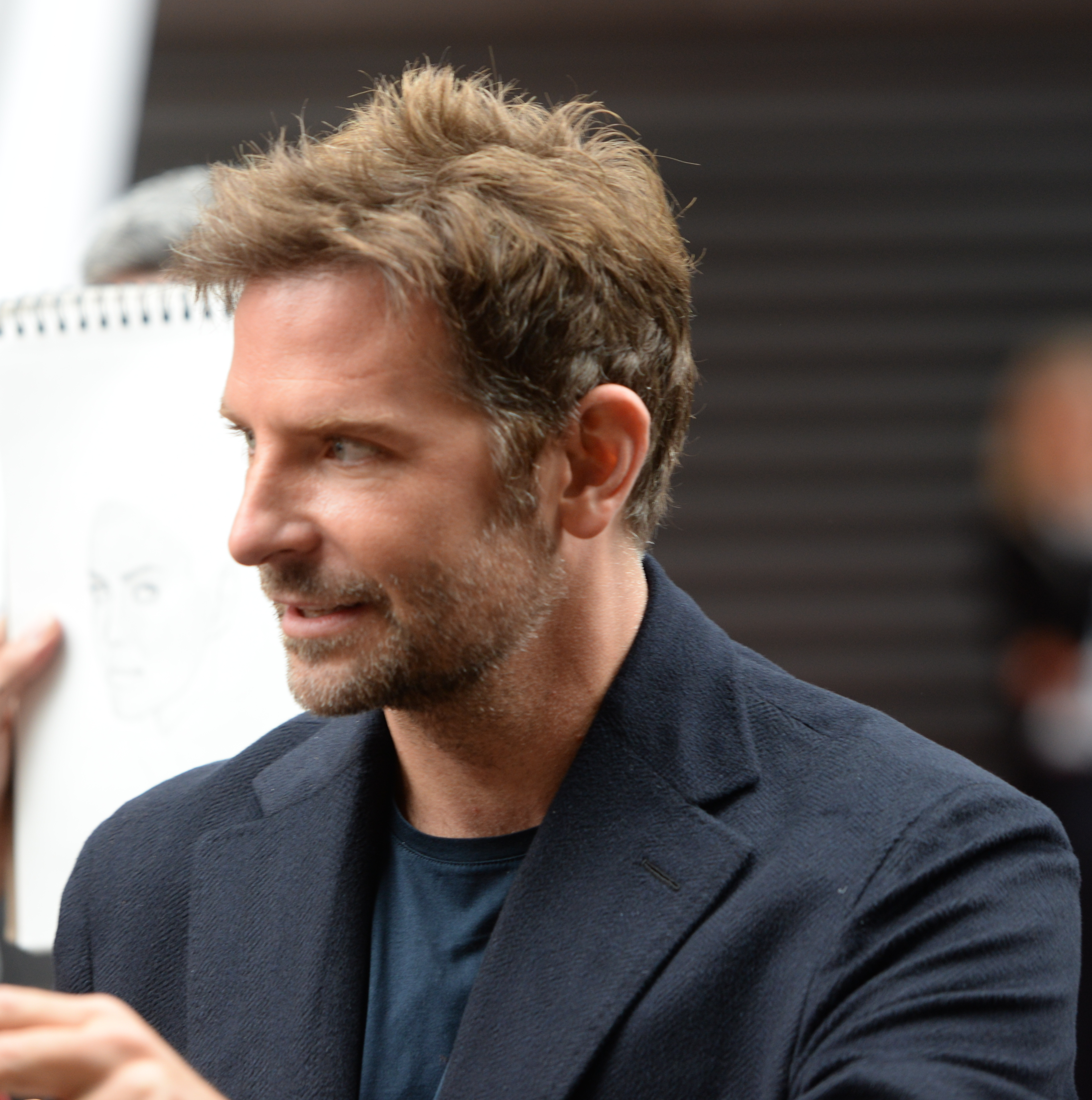
Bradley Cooper prête sa voix à Rocket Raccoon dans Les Gardiens de la Galaxie (2014)

Sauf indication contraire, les informations mentionnées dans cette section peuvent être confirmées par la base de données cinématographiques IMDb,  présente dans la section « Liens externes ».

### Films
Interprété (voix) par Bradley Cooper dans l'Univers cinématographique Marvel
- 2014 : Les Gardiens de la Galaxie réalisé par James Gunn[15] – Rocket accompagné par son fidèle ami Groot sont arrêtés sur Xandar en même temps que Star-Lord et Gamora. Emprisonnés dans le Klyn, il s'échappe avec les autres et les rejoint pour sauver la galaxie avant que Ronan l'Accusateur ne la détruise avec la Pierre d'Infinité.
- 2017 : Les Gardiens de la Galaxie Vol. 2 réalisé par James Gunn
- 2018 : Avengers: Infinity War réalisé par les frères Anthony et Joe Russo
- 2019 : Avengers: Endgame réalisé par les frères Anthony et Joe Russo
- 2022 : Thor: Love and Thunder réalisé par Taika Waititi
- 2022-2023 : Je s'appelle Groot (série d'animation 2 épisodes)
- 2022 : Les Gardiens de la Galaxie : Joyeuses Fêtes réalisé par James Gunn
- 2023 : Les Gardiens de la Galaxie Vol. 3 réalisé par James Gunn

### Télévision
- 2012 : Avengers : L'Équipe des super-héros (série d'animation)
- 2013 : Ultimate Spider-Man (série d'animation)
- 2014 : Avengers Rassemblement (série d'animation)
- depuis 2015 : Les Gardiens de la Galaxie (série d'animation)

### Jeux vidéo
- 2011 : Ultimate Marvel vs. Capcom 3
- 2017 : Guardians of the Galaxy: The Telltale Series
- 2017 : Marvel vs. Capcom: Infinite
- 2021 : Guardians of the Galaxy développe par Edos Montréal édité par Square Enix
- 2024 : Marvel Rivals, heroes shooter développé par NetEase